# Nino Burjanadze
Nino Burjanadze (in georgiano ნინო ბურჯანაძე?; in russo Нино Анзоровна Бурджанадзе?, Nino Anzorovna Burdžanadze; Kutaisi, 16 luglio 1964) è una politica georgiana, presidente del Parlamento della Georgia dal novembre 2001 al giugno 2008.
Come prima donna è stata anche presidente ad interim dello stato della Georgia due volte: dal 23 novembre 2003 al 25 gennaio 2004 sulla scia delle dimissioni di Eduard Shevardnadze durante la Rivoluzione delle Rose  e dal 25 novembre 2007 al 20 gennaio 2008, quando Mikheil Saak'ashvili si è dimesso per ripresentarsi alle elezioni presidenziali anticipate. Oppositrice nel 2008 di Saakashvili come leader del partito Movimento democratico-Georgia unita,  si è candidata alla presidenza nelle elezioni dell'ottobre 2013 arrivando terza con il 10% dei voti.

## Biografia
Laureata in diritto all'Università di Tbilisi nel 1986 in epoca sovietica, completò il suo dottorato di ricerca in diritto internazionale presso l'Università di Mosca nel 1990 e nel 1991 divenne professore associato di questa materia presso l'Università di Tbilisi.

### In Parlamento
Eletta in Parlamento il 22 novembre 1995 nelle liste della vittoriosa Unione dei Cittadini della Georgia, partito fondato e guidato da Eduard Shevardnadze, contestualmente eletto presidente (e rieletto nel 1999), con David Chantladze e finanziato dal padre della Burdzhanadze, Anzor, un imprenditore.
In quanto partito modernizzatore di centro-destra attrasse vari giovani riformatori (Mikheil Saak'ashvili, Zurab Zhvania, la stessa Burjanadze) che tuttavia se ne distaccarono progressivamente a causa della endemica corruzione fondando propri partiti (Saak'ashvili nel settembre 2001, Zhvania e Burdzhanadze nel giugno 2002), tutti favorevoli all'integrazione nella NATO e nell'Unione europea.
Presidente del parlamento della Georgia dal novembre 2001 (data delle dimissioni di Zhvania) al giugno 2008, fu presidente provvisorio della Georgia dal 23 novembre 2003 al 25 gennaio 2004 dopo le dimissioni di Eduard Shevardnadze in seguito alla contestazione dei risultati delle elezioni presidenziali.
In seguito all'elezione del presidente Mikheil Saak'ashvili, Burdzhanadze riprese il posto di presidente del parlamento georgiano. Ha riassunto la carica di presidente provvisorio dal 25 novembre 2007 al 5 gennaio 2008 quando Saak'ashvili è stato nuovamente eletto a presidente della Georgia. Burdzhanadze annunciò la sua intenzione di non ripresentarsi alle elezioni parlamentari del 21 maggio 2008 e di fondare un think tank. Il 27 ottobre 2008, all'indomani della guerra dell'Ossezia del Sud del 2008 tra Russia e Georgia, Burjanadze ha annunciato l'istituzione di "un partito di opposizione netto" chiamato Movimento Democratico - Georgia Unita. 
Il 23 marzo 2009, il ministero dell'Interno georgiano ha confermato che 10 degli attivisti del partito di Burdzhanadze, Movimento Democratico-Georgia Unita, erano stati arrestati. Burdzhanadze ha accusato Mikheil Saak'ashvili di aver organizzato gli arresti per intimidire l'opposizione. Burdzhanadze ha detto anche che gli arresti hanno segnato l'inizio di una "campagna punitiva" del governo contro l'opposizione.

### Proteste del 2011
Le proteste guidate da Burzhanadze sono iniziate il 21 maggio 2011 quando oltre 10.000 georgiani hanno assistito a una manifestazione a Tbilisi chiedendo le dimissioni del presidente georgiano Mikheil Saak'ashvili. Nella città sud-occidentale di Batumi si sono verificate anche manifestazioni con alcuni manifestanti che hanno tentato di entrare nell'edificio della televisione. Nino Burjanadze è stata una figura di primo piano nelle proteste. I manifestanti a Batumi si sono scontrati brevemente con la polizia. Il 26 maggio a mezzanotte la polizia georgiana ha iniziato a reprimere le proteste con gas lacrimogeni e proiettili di gomma. Molti giornalisti e anziani sono stati picchiati e alcuni oppositori sono scomparsi. L'anno successivo, il partito al governo ha perso le elezioni parlamentari. 
Si è candidata nelle elezioni presidenziali dell'ottobre 2013 arrivando terza con il 10% dei voti su un totale di ventidue candidati.

## Vita privata
Burjanadze è sposata con Badri Bitsadze, ex capo del Dipartimento per la difesa del confine di stato georgiano. Hanno due figli.